# جين كوين (ممثلة)
جين كوين (بالإنجليزية: Jeanne Coyne)‏ هي مصممة رقص وممثلة أمريكية، ولدت في 28 فبراير 1923 في بيتسبرغ في الولايات المتحدة، وتوفيت في 10 مايو 1973 في لوس أنجلوس في الولايات المتحدة بسبب ابيضاض الدم.

## وصلات خارجية
- جين كوين على موقع IMDb (الإنجليزية)
- جين كوين على موقع قاعدة بيانات برودواي على الإنترنت (الإنجليزية)
- جين كوين على موقع قاعدة بيانات الفيلم (الإنجليزية)